# Wolfgang Eßbach
Wolfgang Eßbach (* 15. Februar 1944 in Brunndöbra, Vogtland) ist emeritierter Professor für Soziologie an der Albert-Ludwigs-Universität in Freiburg im Breisgau. Die Schwerpunkte seiner Arbeit liegen in den Bereichen Kultursoziologie, Anthropologie, Techniksoziologie, Kunst- und Religionssoziologie, Ideengeschichte und in der soziologischen Theorie.

## Leben
Wolfgang Eßbach besuchte Grundschule und Gymnasium in Schöningen (Helmstedt) und studierte von 1964 bis 1971 Germanistik, Philosophie, Pädagogik und Geschichte in Freiburg und Göttingen und von 1971 bis 1978 Soziologie an der Georg-August-Universität in Göttingen. In dieser Zeit war er auch politisch aktiv, unter anderem von 1967 bis 1968 als Vorsitzender des Göttinger AStA, der damals vom SDS dominiert war, und in der Göttinger Studentenzeitschrift politikon. Nach dem Staatsexamen wurde er 1978 promoviert. Sein Doktorvater war Hans Paul Bahrdt, der Nachfolger von Helmuth Plessner auf dem Göttinger Lehrstuhl für Soziologie. Ebenfalls in Göttingen habilitierte er sich 1985.
Seit 1987 war Eßbach Professor für Soziologie in Freiburg. Er war erster Präsident der Helmuth-Plessner-Gesellschaft und mehrjähriger Sprecher der Sektion Kultursoziologie in der Deutschen Gesellschaft für Soziologie (DGS). Er engagierte sich als entschiedener Kritiker staatlicher Hochschulpolitik und des Bologna-Prozesses. Zum Ende des WS 2009/10 trat er in den Ruhestand.

## Werk
In Wolfgang Eßbachs theoretischer Ausrichtung als Soziologe lassen sich mindestens vier Schwerpunkte ausmachen.
Zum einen ist Eßbach um eine grundsätzliche Orientierung an Karl Marx sowie der Kritischen Theorie bemüht. Dies zeigt sich insbesondere in der intellektuellensoziologischen Habilitationsschrift über die Junghegelianer.
Zum zweiten vertritt er eine vor allem an Helmuth Plessner geschulte anthropologische Orientierung der Soziologie. Kennzeichen hierfür ist die Mitherausgeberschaft des Sammelbandes zu Plessners Grenzen der Gemeinschaft.
Zum dritten steht Eßbach für die Relevanz poststrukturalistischer Fragestellungen in der Soziologie. So war er einer der ersten deutschen Intellektuellen, die Michel Foucault in Deutschland rezipierten und seine grundlegende Bedeutung für die Soziologie herausstellten.
Und viertens steht Eßbach für einen historischen und erfahrungsgeschichtlichen Ansatz der Soziologie, wie er besonders in den religionssoziologischen Arbeiten zum Tragen kommt.

### Ideengeschichte und Intellektuellensoziologie
Eßbachs erstes größeres Werk, seine Dissertation, handelt lt. Untertitel von der „Kontroverse“ zwischen Marx und Stirner. Diese war allerdings, wenn überhaupt so zu bezeichnen, eine postume, von Epigonen geführte, denn Marx hat seine Stirner-Kritik zu Lebzeiten nicht veröffentlicht, so dass Stirner auf sie nicht erwidern konnte. Eßbach sah seine Arbeit als „riskante Forschung gegen den Strom“. Die Studie wäre nicht entstanden, schreibt er, „wenn ich den etablierten wissenschaftlichen und politischen Auffassungen hätte vertrauen können.“ Es handle sich bei ihr um mehr als „bloß um ein akribisches Ausfüllen von Forschungslücken in einem Spezialgebiet.“ Einige Jahre später, in seiner Habilitationsschrift über Die Junghegelianer, fehlt dieser rebellische Ton. Hatte Eßbach sich vorher auf den historischen Ort konzentriert, „wo das Marx’sche Projekt der Emanzipation entsteht“, um die „heute zu Tage tretenden Schwachstellen des Marxismus“ zu verstehen und damit zu beheben, so richtete er nun sein Augenmerk auf das weitere Umfeld, auf die Junghegelianer als Intellektuellengruppe, zu der Stirner und Marx zu zählen sind. Er ging von der ideengeschichtlichen Betrachtungsweise zur soziologischen über.
Die ideengeschichtliche Orientierung wurde erneut tragend in seinen Beiträgen zu Intellektuellendiskurse der Weimarer Republik und in seinen Vorlesungen zur Geschichte des Denkens über Gesellschaft, Moderne und Kultur (Theorie I–III, vgl. Weblinks). Als Gründungsmitglied und langjähriger Präsident der Helmuth-Plessner-Gesellschaft suchte Eßbach dann wieder die Verbindung zu seinen Anfängen als Stirner-Forscher. In einem „Beitrag zur Präsenz Stirnerscher Denkmotive im Werk Helmuth Plessners“ versucht er zu sondieren, wie „Stirnersche Denkmotive helfen [können], die anthropologische Frage zu erneuern.“

### Kultursoziologie und Soziologie der Artefakte
Im Bereich der Kultursoziologie trat Eßbach früh dafür ein, die soziologische Arbeit über den Kreis der reinen Sozialwelt hinaus für die Analyse der Beziehungen zu materiellen Substraten (Dinge, Artefakte, Umwelt) zu öffnen. Er wandte sich dabei kritisch gegen antitechnische und antiästhetische Haltungen in der soziologischen Theorie. In seinem Konzept einer Anthropologie artifizieller Umwelt bezieht sich Eßbach u. a. auf die Techniktheorien von Heinrich Popitz, Serge Moscovici und Bruno Latour. Eßbach geht davon aus, dass in den andauernden Prozessen der Technisierung und Ästhetisierung der menschlichen Lebenswelt erlernte und anvisierte Welt- und Selbstbilder fortlaufend flexibilisiert, relativiert bzw. entwertet werden. Diese Artifizierungen und Entsicherungen motivieren einerseits die Sehnsucht nach Gewissheit in religiöser Orientierung, andererseits verändern sich in diesen Prozessen die Vorstellungen über die anthropologische Konstitution des Menschen.

### Religionssoziologie
Eßbachs zuletzt erschienenes Werk Religionssoziologie, dessen erster Band 2014 veröffentlicht wurde, behandelt auf dem Wege einer historisch-soziologischen Analyse der europäischen Religionsentwicklung Konjunkturen von Sakralisierung und Desakralisierung. Dabei entwickelt Eßbach eine gesellschaftsgeschichtlich fundierte Religionstypologie von Religionen, die in der europäischen Moderne zwischen dem konfessionalisierten Christentum einerseits und religiöser Indifferenz andererseits entstanden sind. Er zeigt wie Formen z. B. von Vernunftreligion, Nationalreligion, Kunstreligion und Wissenschaftsreligion mit der europäischen Sequenz der Erfahrung der Glaubenskriege im Ausgang der Reformation, der Revolutionsperiode von 1789 bis 1848, der Entfesselung der Marktwirtschaft in der zweiten Hälfte des 19. Jahrhunderts bis zum Ersten Weltkrieg und der Erfahrung der artifiziellen Lebenswelt im 20. Jahrhundert zusammenhängen. Der religiöse „Pluralismus“ der Gegenwart wird so als ein in bestimmter Weise geschichtetes, kumulatives Phänomen begriffen, dessen einzelne Elemente in einem spannungsreichen Gefüge kaum zu beruhigen sind.

## Schriften (Auswahl)
- Gegenzüge. Der Materialismus des Selbst und seine Ausgrenzung aus dem Marxismus. Frankfurt a. M.: Materialis 1982, ursprünglich als Dissertation an der Universität Göttingen 1978: Die Bedeutung Max Stirners für die Genese des Historischen Materialismus.
- Die Junghegelianer. Soziologie einer Intellektuellengruppe. München: Wilhelm Fink 1988.
- Studium Soziologie. München: Wilhelm Fink (UTB) 1996.
- (Hrsg.): Welche Modernität? Intellektuellendiskurse zwischen Deutschland und Frankreich im Spannungsfeld nationaler und europäischer Identitätsbilder. Berlin: Berlin-Verlag Arno Spitz 2000.
- et al. (Hrsg.): Plessners „Grenzen der Gemeinschaft“. Eine Debatte. Frankfurt a. M.: Suhrkamp 2002.
- et al. (Hrsg.): Landschaft, Geschlecht, Artefakte. Zur Soziologie naturaler und artifizieller Alteritäten. Würzburg: Ergon 2004.
- Die Gesellschaft der Dinge, Menschen, Götter. Wiesbaden: VS Verlag für Sozialwissenschaften 2011.
- (Hrsg.) Werner Moskopp, Wolf-Andreas Liebert: Die Selbstermächtigung der Einzigen. Texte zur Aktualität Max Stirners. Mit Beiträgen von Saul Newman, Maurice Schumann, Wolfgang Eßbach, Bern A. Laska, Jean-Claude Wolf.  LIT, Münster 2014, ISBN 978-3-643-12454-8
- Religionssoziologie 1. Glaubenskrieg und Revolution als Wiege neuer Religionen. München/Paderborn: Wilhelm Fink 2014, ISBN 978-3-7705-3971-0.
- Religionssoziologie 2. Entfesselter Markt und artifizielle Lebenswelt als Wiege neuer Religionen. München/Paderborn: Wilhelm Fink Verlag 2019, ISBN 978-3-7705-5820-9.
- Ein Ich, das nicht zu fassen ist. Vorwort zu Max Stirner. Kleine Schriften. Berlin: Parrhesia Verlag 2023, ISBN 978-3-98731-502-2.